# Henryk Ignacy Kamieński
Henryk Ignacy Kamieński, né le 31 juillet 1777 à Hruszwicy, et mort le 26 mai 1831 à Ostrołęka, est un officier polonais. Il participe aux guerres napoléoniennes, de 1806 à 1812, ainsi qu'à l'insurrection polonaise de 1830, au cours de laquelle il trouve la mort à la bataille d'Ostrołęka.

## Biographie
Entré à l'Académie militaire de Paris, il en sort en 1806 et devient capitaine de grenadiers et adjudant auprès du maréchal Oudinot. En 1807, il reçoit la Virtuti Militari à la suite de sa belle participation à la campagne de Prusse et de Pologne ainsi que la Légion d'honneur. Il devient ensuite capitaine du 1er régiment d'infanterie de la Vistule, puis commandant du 4e escadron de chevau-légers polonais de la Garde impériale. Il gagne l'Espagne, où il lutte sous les ordres du maréchal Bessières contre la guérilla espagnole. Il participe également à la tête de son escadron à la bataille de Somosierra, où il poursuit avec les 1er et 2e escadrons du régiment et sous les yeux de l'Empereur les Espagnols mis en déroute par la charge du 3e escadron. Il fait partie de la troupe de cavaliers polonais qui escorte Napoléon lors de son retour en France. Il participe ensuite à la campagne d'Autriche.
En 1809, après un duel contre un officier polonais, il quitte les chevau-légers et s'engage dans la légion de la Vistule. En 1811, il est fait colonel du 10e régiment d'infanterie de la légion. En 1812, Napoléon inspecte lui-même l'unité, après quoi Kamieński rejoint le corps du général Rapp appartenant au corps d'armée de Macdonald. Il remporte une série de victoires contre les Russes, avant de se retirer sur Gdańsk qu'il défend âprement contre les troupes alliées. Napoléon le récompense en le faisant officier de la Légion d'honneur.
Il quitte l'armée en décembre 1815 et rentre dans la vie civile. Mais en 1830, il se réengage à la suite de l'insurrection en novembre de la même année. Malgré sa mauvaise santé, il est désigné au commandement de la 5e division d'infanterie du fait de son expérience militaire. À Ostrołęka, le 26 mai 1831, il mène une contre-attaque polonaise contre l'avant-garde russe lorsqu'un boulet de canon lui fracasse les deux jambes. Il décède peu après.
Sa tombe est située non loin d'Ostrołęka, dans une propriété privée.